# Nadia Ali
Nadia Ali (urdu: نادیہ علی), född 3 augusti 1980 i Tripoli i Libyen, är en pakistansk-amerikansk sångerska som är uppvuxen i Queens i New York.

## Biografi
Nadia Ali föddes i Libyen men båda hennes föräldrar är från Pakistan. När hon var fem år flyttade familjen till New York i USA. Hon började sjunga när hon var åtta år och skriva egna sånger när hon var femton år.

## Karriär
Mellan åren 2001 och 2005 var hon med i duon iiO tillsammans med Markus Moser. Deras debutsingel "Rapture" blev en hit i flera länder, främst i Australien och Nya Zeeland, men även i Sverige där låten nådde plats 25 och låg tolv veckor på Sverigetopplistan mellan den 28 december 2001 och den 22 mars 2002. Efter att ha lämnat gruppen påbörjade hon en solokarriär. Hon var först med på Armin van Buurens låt "Who Is Watching?" år 2006. Under de kommande åren spelade hon in flera låtar med andra kända artister.
Nadia Alis solo-debutsingel "Crash and Burn" släpptes den 17 juni 2008. Hennes andra singel var "Love Story" och släpptes den 8 juni 2009. En tredje singel med titeln "Fine Print" kom den 1 augusti samma år. Efter det kom hennes solo-debutalbum Embers som släpptes den 15 september 2009. Den 27 april 2010 släpptes "Fantasy" som den fjärde och sista singeln från debutalbumet.
I slutet av 2010 släppte hon en ny version av den gamla hitlåten "Rapture" från sin tid i duon iiO. Precis som låten satt fart på hennes karriär i iiO blev låten då även hennes första internationella hit som solosångerska. Originalversionen av den nya versionen är remixad av Avicii och den officiella musikvideon hade nästan 12 miljoner visningar på Youtube i augusti 2012. Under slutet av 2010 släpptes tre samlingsalbum med remixer av hennes låtar. År 2011 släppte hon singeln "Pressure" tillsammans med Starkillers och Alex Kenji. Låten blev framgångsrik i Nederländerna och Belgien. Den officiella musikvideon hade nästan 4 miljoner visningar på Youtube i augusti 2012.
Ett andra studioalbum med titeln Phoenix planlades att släppas 2012, men har per 2018 inte släppts.

## Diskografi

### Studioalbum
- 2009 – Embers

### Remix-album
- 2010 – Queen of Clubs Trilogy: Ruby Edition
- 2010 – Queen of Clubs Trilogy: Onyx Edition
- 2010 – Queen of Clubs Trilogy: Diamond Edition

### Singlar
- 2008 – "Crash and Burn"
- 2009 – "Love Story"
- 2010 – "Fine Print"
- 2010 – "Fantasy"
- 2010 – "Rapture"
- 2011 – "Pressure" (med Starkillers & Alex Kenji)
- 2011 – "When It Rains"
- 2015 – "All in My Head" (med PANG!)
- 2018 – "All Over the Place" (som HYLLS)
- 2018 – "Linger" (som HYLLS)